# Lanassa (Mythologie)
Lanassa (altgriechisch Λάνασσα Lánassa, auch Λεώνασσα Leṓnassa) gilt in der antiken Überlieferung als die mythische Ahnmutter des molossischen Königshauses von Epirus.
Sie soll entweder eine Urenkelin oder eine Enkelin des griechischen Sagenhelden Herakles gewesen sein.
Als sich Neoptolemos, der Sohn des Achilleus, nach Heldentaten im Trojanischen Krieg auf den Rückweg machte, eroberte er laut einer der vielen Sagenvarianten Epirus, entführte Lanassa gewaltsam aus dem Tempel des Zeus zu Dodona und verheiratete sich mit ihr. Laut Plutarch hatten sie einen Sohn namens Pyrrhos, laut dem um 200 v. Chr. schreibenden Mythographen Lysimachos hatte sie als Leonassa mit Neoptolemos acht Kinder: Argos, Pergamos, Dorieus, Pandaros, Eurymachos, Eraos, Danaë und Troas.